# Coupe du Maroc de football 1990-1991
 (avril 2024).
Si vous disposez d'ouvrages ou d'articles de référence ou si vous connaissez des sites web de qualité traitant du thème abordé ici, merci de compléter l'article en donnant les références utiles à sa vérifiabilité et en les liant à la section « Notes et références ».
Navigation
Édition précédente Édition suivante
La saison 1990-1991 de la Coupe du Trône est la trente-cinquième édition de la compétition. 
Le Kawkab de Marrakech remporte la coupe au détriment du Kénitra Athlétic Club sur le score de 2-1 au cours d'une finale jouée dans le Complexe Sportif Moulay Abdallah à Rabat. Le Kawkab de Marrakech remporte ainsi cette compétition pour la cinquième fois de son histoire. 

## Déroulement

### Huitièmes de finale
| Équipe 1               | Équipe 2                  | Résultat |
| Kawkab de Marrakech    | Fath Union Sport de Rabat | 4 - 1    |
| Raja de Beni Mellal    | Mouloudia Club d'Oujda    | 2 - 3    |
| Hilal de Nador         | TAS de Casablanca         | 2 - 4    |
| Raja Club Athletic     | Crédit agricole Rabat     | 2 - 0    |
| Wydad Athletic Club    | Olympique de Casablanca   | 2 - 0    |
| Maghreb de Fès         | Renaissance de Settat     | 3 - 2    |
| Chabab Mohammédia      | Kénitra Athlétic Club     | 0 - 1    |
| Olympique de Khouribga | FAR de Rabat              | 0 - 1    |

### Quarts de finale
| Équipe 1              | Équipe 2               | Résultat |
| Kawkab de Marrakech   | Mouloudia Club d'Oujda | 2 - 1    |
| Kénitra Athlétic Club | Raja Club Athletic     | 2 - 1    |
| Wydad Athletic Club   | TAS de Casablanca      | 1 - 2    |
| Maghreb de Fès        | FAR de Rabat           | 2 - 1    |

### Demi-finales
| Équipe 1            | Équipe 2                           | Résultat |
| Kawkab de Marrakech | Tihad Athletic Sport de Casablanca | 1 - 0    |
| Maghreb de Fès      | Kénitra Athlétic Club              | 0 - 2    |

### Finale
La finale oppose les vainqueurs des demi-finales, le Kawkab de Marrakech face au Kénitra Athlétic Club, au Complexe Sportif Moulay Abdallah à Rabat.
| Coupe du Trône : Finale 1991 | Kawkab de Marrakech | 2 - 1 | Kénitra Athlétic Club | Complexe Sportif Moulay Abdallah, Rabat |                           |
| ???                          |                     |       |                       | Arbitrage : Mustapha Zhar               | Arbitrage : Mustapha Zhar |
| ???                          |                     |       |                       | Arbitrage : Mustapha Zhar               | Arbitrage : Mustapha Zhar |